# Шоста Дрогобицька обласна партійна конференція
Шоста Дрогобицька обласна партійна конференція — партійна конференція Дрогобицького обласного комітету Комуністичної партії України, що відбулася 17—18 лютого 1954 року в місті Дрогобичі.

## Порядок денний конференції
1. Звітна доповідь (доповідач Гапій Дмитро Гаврилович);
2. Вибори керівних органів обласного комітету.

## Керівні органи Дрогобицького обласного комітету КП(б)У
Обрано обласний комітет у складі 69 членів обкому, 23 кандидатів у члени обкому, Ревізійну комісію в складі 11 чоловік.

### Члени Дрогобицького обласного комітету КП(б)У
- 1.Анищик Георгій Степанович — військовослужбовець, полковник танкових військ
- 2.Бабійчук Василь Савелійович — 1-й секретар Жидачівського райкому КПУ
- 3.Біндас Ольга Іванівна — голова Дрогобицької облпрофради
- 4.Богомазов Андрій Васильович — 1-й секретар Бориславського міськкому КПУ
- 5.Брич Петро Кирилович — 1-й секретар Дублянського райкому КПУ
- 6.Величко М.Н.
- 7.Воронін В.І.
- 8.В'язовецький Володимир Мусійович — 1-й секретар Мостиського райкому КПУ
- 9.Гапій Дмитро Гаврилович — 1-й секретар Дрогобицького обкому КПУ
- 10.Герасимович В.Р. — начальник Стрийського відділку Львівської залізниці
- 11.Гервасієв Андрій Микитович — командир 73-го стрілецького Сілезького корпусу 13-ї армії Прикарпатського військового округу, генерал-майор
- 12.Глоба З.І.
- 13.Голуб Олексій Тарасович — 1-й секретар Хирівського райкому КПУ
- 14.Гриценко Олексій Варфоломійович — начальник Управління МВС УРСР по Дрогобицькій області, полковник
- 15.Демидов Володимир Миколайович — керуючий тресту «Укрнафтозаводи»
- 16.Жуков Тимофій Семенович — 1-й секретар Дрогобицького міськкому КПУ
- 17.Жуков Яків Григорович — завідувач відділу адміністративних і торгово-фінансових органів Дрогобицького обкому КПУ
- 18.Іщенко Григорій Ананійович — 1-й секретар Старосамбірського райкому КПУ
- 19.Карпічев Олександр Семенович — Дрогобицький обласний військовий комісар
- 20.Клещенко Іван Данилович —  завідувач відділу партійних, профспілкових і комсомольських органів Дрогобицького обкому КПУ
- 21.Кобзін Юхим Никифорович — заступник голови Дрогобицького облвиконкому
- 22.Коваленко Іван Спиридонович — завідувач відділу пропаганди і агітації Дрогобицького обкому КПУ
- 23.Ковальчук А.С.
- 24.Колбаса Юхим Опанасович — 1-й секретар Меденицького райкому КПУ
- 25.Костюк Олексій Григорович
- 26.Котенко Григорій Тимофійович — начальник Політичного сектора Дрогобицького обласного управління сільського господарства?
- 27.Крат Юрій Тихонович — 1-й секретар Судово-Вишнянського райкому КПУ
- 28.Кудрявцева П.І. — секретар первинної партійної організації КПУ Крисовицької МТС (Мостиського р-ну)
- 29.Кузьмяк Ганна Антонівна —  бригадир тракторної бригади Викотівської МТС (Самбірського району)
- 30.Куліш Василь Онисимович — 1-й секретар Ходорівського райкому КПУ
- 31.Макаренко Микола Васильович — завідувач промислово-транспортного відділу Дрогобицького обкому КПУ
- 32.Мордовцев Степан Іванович  — 1-й секретар Крукеницького райкому КПУ
- 33.Набока Павло Федорович — 1-й секретар Славського райкому КПУ
- 34.Нитко Микола Іванович — 1-й секретар Стрийського міськкому КПУ
- 35.Ніколенко Василь Васильович — 1-й секретар Самбірського райкому КПУ
- 36.Нога Митрофан Петрович — командир авіаційного корпусу, полковник, Герой Рад.Союзу
- 37.Оліпер Михайло Ілліч — 1-й секретар Боринського райкому КПУ
- 38.Откаленко Олександр Матвійович — начальник Дрогобицького обласного управління сільського господарства
- 39.Павленко Григорій Калинович — 1-й секретар Дрогобицького райкому КПУ
- 40.Панченко Василь Прокопович — голова Дрогобицького міськвиконкому
- 41.Певко Андрій Дмитрович — 1-й секретар Самбірського міськкому КПУ
- 42.Підпригорщук Микола Володимирович — директор Дрогобицького педагогічного інституту
- 43.П'ятигорець Григорій Миколайович — 1-й секретар Добромильського райкому КПУ
- 44.Ревва Валентин Павлович — 1-й секретар Новострілищанського райкому КПУ
- 45.Ржебаєв Євген Валеріанович — машиніст-інструктор паровозного депо Стрий
- 46.Рибальченко Костянтин Макарович — 1-й заступник голови Дрогобицького облвиконкому
- 47.Самбур Василь Іларіонович — 1-й секретар Миколаївського райкому КПУ
- 48.Сафонов Данило Кононович — 1-й секретар Сколівського райкому КПУ
- 49.Сачков О.Г.
- 50.Сендзюк Феодосій Лук'янович — головний редактор Дрогобицької обласної газети «Радянське слово»
- 51.Сердюк Тарас Михайлович — 1-й секретар Турківського райкому КПУ
- 52.Середа Іван Матвійович — 1-й секретар Комарнівського райкому КПУ
- 53.Скопін Віктор Дмитрович — в органах МВС УРСР по Дрогобицькій області
- 54.Соколова Марія Василівна — заступник головного лікаря Дрогобицької обласної лікарні
- 55.Спінякова Олена Пилипівна —  завідувачка відділу по роботі серед жінок Дрогобицького обкому КПУ
- 56.Терещенко Олександр Максимович — 1-й секретар Стрийського райкому КПУ
- 57.Толстой Микола Андрійович — прокурор Дрогобицької області
- 58.Торбяк Тарас Миколайович — 1-й секретар Дрогобицького обкому ЛКСМУ
- 59.Устенко Андрій Іванович — 2-й секретар Дрогобицького обкому КПУ
- 60.Федюн Єгор Мефодійович — директор Пнікутської МТС
- 61.Філософов М.М.
- 62.Харченко Іван Павлович — 1-й секретар Рудківського райкому КПУ
- 63.Чабан Андрій Ананійович — 1-й секретар Стрілківського райкому КПУ
- 64.Чепіжак Єфросинія Федорівна — заступник голови Дрогобицького облвиконкому
- 65.Чернишов І.С.
- 66.Чуб Григорій Михайлович — голова партійної комісії при Дрогобицькому обкомі КПУ
- 67.Шевченко Андрій Олександрович — завідувач сільськогосподарського відділу Дрогобицького обкому КПУ
- 68.Шелех Микола Родіонович — секретар Дрогобицького обкому КПУ
- 69.Яворський Іван Йосипович — голова Дрогобицького облвиконкому

### Кандидати у члени Дрогобицького обласного комітету КП(б)У
- 1.Авраменко Клавдія Іванівна
- 2.Байко Гнат Іванович — голова Журавнівського райвиконкому
- 3.Баланюк В.С. — секретар партійної організації колгоспу ім.Ворошилова (с.Уличне Дрогобицького р-ну)
- 4.Банас Іван Миколайович — голова Старосамбірського райвиконкому
- 5.Бенів Григорій Володимирович — 1-й секретар Підбузького райкому КПУ
- 6.Вересов Василь Миколайович — секретар партійної організації КПУ Дрогобицького нафтопереробного заводу №1
- 7.Заєць Марія Василівна — ланкова колгоспу ім.Сталіна (с.Ралівка Самбірського району)
- 8.Іваник Петро Федорович — голова Ходорівського райвиконкому
- 9.Козаков Петро Михайлович — завідувач відділу шкіл Дрогобицького обкому КПУ
- 10.Лоскот П.А.
- 11.Лясковський Броніслав Мар'янович
- 12.Маланчин Микола Михайлович — голова Жидачівського райвиконкому
- 13.Мельников Максим Олексійович — голова колгоспу ім.Леніна (Меденицького р-ну)?
- 14.Мохнаткін Олексій Федорович — парторг ЦК КПРС на 8-му нафтопромислі (м.Борислав)
- 15.Павленко Олексій Олександрович — голова Рудківського райвиконкому
- 16.Павленко Сергій Автономович — заступник голови Дрогобицького облвиконкому
- 17.Радловський Федір Павлович — голова колгоспу імені Івана Франка (с.Летня Меденицького району)
- 18.Савченко Опанас Павлович — голова Крукеницького райвиконкому
- 19.Семенюк Микола Павлович — голова Дублянського райвиконкому
- 20.Теньковський Михайло Гордійович — голова Дрогобицької обласної планової комісії
- 21.Трофимчук Опанас Денисович — заступник начальника Дрогобицького обласного управління сільського господарства і заготівель
- 22.Черватюк Василь Федорович — 1-й секретар Нижанковицького райкому КПУ
- 23.Халавка Микола Іванович — голова Стрийського міськвиконкому

### Члени Ревізійної комісії обласного комітету КП(б)У
- 1.Безносюк Олександр Сидорович — 2-й секретар Дрогобицького міськкому КПУ
- 2.Вербівський Степан Павлович — завідувач Дрогобицького обласного відділу народної освіти
- 3.Вєтрова Алла Прокопівна — секретар Добромильського райкому КПУ
- 4.Євдокименко Мойсей Степанович — завідувач Дрогобицького обласного відділу харчової промисловості, голова Ревізійної комісії
- 5.Зубатенко Тамара Іванівна — 2-й секретар Дрогобицького райкому КП(б)У
- 6.Калюжний Степан Тимофійович — голова Самбірського райвиконкому
- 7.Колосовська Ганна Федорівна — завідувачка сектора агітації Дрогобицького обкому КПУ
- 8.Монастирський Іван Володимирович — 2-й секретар Бориславського міськкому КПУ
- 9.Павлінський Василь Євдокимович — голова Миколаївського райвиконкому
- 10.Чорноморець Семен Костянтинович — начальник Дрогобицького обласного управління культури
- 11.Федина Ганна Василівна — 2-й секретар Меденицького райкому КПУ

18 лютого 1954 року відбувся 1-ий пленум Дрогобицького обласного комітету КПУ. 1-м секретарем обкому КПУ обраний Гапій Дмитро Гаврилович, 2-м секретарем — Устенко Андрій Іванович, секретарем — Шелех Микола Родіонович.
Обрано бюро Дрогобицького обласного комітету КПУ: Гапій Дмитро Гаврилович, Устенко Андрій Іванович, Шелех Микола Родіонович, Яворський Іван Йосипович, Жуков Тимофій Семенович, Гриценко Олексій Варфоломійович, Клещенко Іван Данилович, Біндас Ольга Іванівна, Сендзюк Феодосій Лук'янович. Кандидатами в члени бюро Дрогобицького обласного комітету КПУ обрані Гервасієв Андрій Микитович, Нитко Микола Іванович і Торбяк Тарас Миколайович.